# サンデースイングライフ
サンデースイングライフはRKB毎日放送（RKBラジオ）で放送されていた日曜日午前の教養ワイド番組である。

## 番組概要
シニア世代をメインターゲット層とした、健康情報や言葉の知識などを中心とする番組。

## 放送時間
- 日曜日 9:45～13:00（2017年10月 -　2018年3月）

ただし、RKBエキサイトホークス放送時は12時55分まで。

### 過去の放送時間
- 日曜日 10:10～13:00（2016年4月 -　2017年9月）
- 日曜日 9:30～13:00（2015年4月 - 2016年3月）
- 日曜日 8:00～11:14（? ｰ 2015年3月）
- 日曜日 8:30～11:15（2007年4月 - ?）
- 日曜日 9:30～11:15（2005年10月 - 2007年3月）
- 日曜日 9:30～11:30（? - 2005年9月）

## パーソナリティ
- 佐々木謙介
- 中嶋順子

## コーナー

### 現在放送中のコーナー
- ヨドバシカメラpresents ロバートの家電研究所（フロート番組）
- サンデーコラム
- サンデー歳時記
- 童謡唱歌…毎回、様々な童謡を流すコーナー。
- はがき随筆
- ちょっクラ…「ちょっとクラシックを聞いてみませんか?」の略。毎回、様々なクラシック音楽をピックアップするコーナー。
- 藤清光のよかもんはよか…料理人・藤清光をゲストに迎え、料理に関する様々な話題を語るコーナー。
- ボナンザ俳句クイズ
- くにまる・野崎のヒガシマルうすくち道場（フロート番組）
- ここいろ気分in福岡（フロート番組）
- 朝刊チェック…各紙朝刊の第1面の記事を中心にピックアップするコーナー。
- 言葉ウォッチング…佐々木が日本語に関する知識を語るコーナー。
- スナッピーリポート
- みず堂の「なるほど漢方塾」
- リフレッシュライフ…グルメ・旅・健康などの情報をコメンテーターと電話を繋ぎ、トークをするコーナー。
- こころに残るあの曲この曲
- 今週の俳句と短歌…有名な俳人や歌人の一句や一首を紹介するコーナー。
- 暮らしの中の漢字言葉
- 一句・一首の紹介
- RKBヘッドライン・天気予報・交通情報
- ピンチーズがやってきた…ザ・ピンチーズの中村美由紀・麦田陽子による中継コーナー。

### 過去に放送したコーナー
- サンデーモーニングリポート…上田知佳がエリア内の様々な場所でリポートをするコーナー。
- 短期集中講座・脳卒中にならないための心臓の話（TBSラジオ制作）
- 林田スマのハートフルトーク（9:00-9:25）
- ニュースピックアップ…一週間以内に起こった大きなニュースから小さなニュースまで幅広く紹介するコーナー。
- サンデーコラム…佐々木と中嶋が週代わりで、最近の話題を語るコーナー。
- 今週のタンゴコレクション…佐々木が今週のおすすめのタンゴ曲を選ぶコーナー。
- 旅とグルメラジオショッピング
- サンデークローズアップ…毎回、様々な著名人とトークをするコーナー。